# Michirones
Els michirones (també anomenats minchirones) són un plat típic del Baix Segura i de la Regió de Múrcia, especialment de la zona de l'Horta de Múrcia i el Camp de Cartagena. Es tracta d'un guisat basat en faves seques el qual se li afegeix sovint un os de pernil, xoriço i llorer. Sovint es serveix en una cassola de fang. És un plat important dels restaurants d'aquesta regió, especialment durant les festes de Primavera, tot i que es pot degustar durant tot l'any.

## Etimologia
Malgrat que se li han intentat atribuir orígens diversos, fins i tot l'àrab misrun. l'origen més plausible del mot sembla ser el català "menjar". Cal recordar que la llengua catalana es va mantenir a la zona de l'Horta de Múrcia probablement fins als volts del 1400 i al Camp de Cartagena fins als volts del 1500.